# Anchusa affinis
Anchusa affinis är en strävbladig växtart som beskrevs av Robert Brown. Anchusa affinis ingår i släktet oxtungor, och familjen strävbladiga växter. Inga underarter finns listade i Catalogue of Life.